# Sitné
Sitné je malá vesnice a část obce Želízy v okrese Mělník ve Středočeském kraji. Nachází se severně od Prahy, mezi městy Mělník a Dubá. Sitné je součástí chráněné krajinné oblasti Kokořínsko – Máchův kraj.

## Historie
První písemná zmínka o vesnici pochází z roku 1363.
V roce 2013 Sitné oslavilo 650 let od první zmínky o obci. Slavnosti se účastnila také bývalá první dáma Livia Klausová, která společně se starostou obce Želízy zasadila mladou lípu.

## Obyvatelstvo
Při sčítání lidu v roce 1921 ve vsi žilo 159 obyvatel (z toho 78 mužů), z nichž bylo 83 Čechoslováků a 76 Němců. Až na šestnáct evangelíků se hlásili k římskokatolické církvi. Podle sčítání lidu z roku 1930 měla vesnice 149 obyvatel: 94 Čechoslováků, 52 Němců a tři cizince. Většina (116 osob) byla římskými katolíky, 21 lidí evangelíky, dva byli členy církve československé, dva patřili k nezjišťovaným církvím a osm lidí bylo bez vyznání.
| Rok            | 1869 | 1880 | 1890 | 1900 | 1910 | 1921 | 1930 | 1950 | 1961 | 1970 | 1980 | 1991 | 2001 | 2011 | 2021 |
| -------------- | ---- | ---- | ---- | ---- | ---- | ---- | ---- | ---- | ---- | ---- | ---- | ---- | ---- | ---- | ---- |
| Počet obyvatel | 149  | 174  | 156  | 155  | 143  | 159  | 149  | 78   | 115  | 102  | 64   | 70   | 63   | 42   | 62   |
| Počet domů     | 25   | 24   | 25   | 25   | 24   | 24   | 24   | 26   | 26   | 22   | 21   | 30   | 33   | 27   | 27   |

## Obecní správa
Při sčítání lidu v letech 1850–1964 bylo Sitné samostatnou obcí, nejprve v okrese Dubá, od roku 1950 v okrese Mělník. Od 14. června 1964 je částí obce Želízy v okrese Mělník.

## Pamětihodnosti
Vzhledem k zachovalé lidové architektuře byla vesnice v roce 1995 vyhláškou Ministerstva kultury prohlášena za vesnickou památkovou zónu. Ve vesnici roste dvousetletá památná lípa malolistá (Sitenská lípa). Na zahradě bývalé školy se nachází křížek se zvoničkou, další křížek stojí u silnice mezi domy čp. 17 a 19 a v nedalekých pískovcových skalách je vytesaný smírčí kříž a kaplička.
Do jižního cípu katastrálního území zasahuje malá část přírodní památky Želízky.